# Hatfield Peverel
Hatfield Peverel är en by och en civil parish i Braintree i Essex i England. Orten har 4 384 invånare (2001). Den har en kyrka.